# Escoles velles (Sant Llorenç Savall)
Escoles velles és una obra del municipi de Sant Llorenç Savall (Vallès Occidental) protegida com a bé cultural d'interès local.

## Descripció
Es tracta d'un edifici noucentista format per una nau rectangular amb teulada a dues vessants. La façana principal té la porta d'entrada al centre flanquejada per dos semi columnes que aguanten un entaulament amb un frontó; aquest frontó està fet per dos grans volutes i un relleu escultòric al centre. A banda i banda de la porta hi ha quatre finestres decorades amb una línia ondulant a la part superior. Les dues façanes dels costats més curts són més altes que la resta; tenen una forma triangular realitzada amb grans corbes i volutes. L'edifici té un sòcol de pedra i la resta de paret està arrebossada.

## Història
Segons els "Quaderns d'Estudi de la Mancomunitat", les Escoles Nacionals de Sant Llorenç Savall, foren bastides segons el projecte de l'arquitecte Antoni de Falguera, aprovat el 15 de maig de 1915.
En els seus anys de mestratge, Josep Gras, mestre de les Escoles Nacionals de Sant Llorenç Savall cap als anys 26-30, dirigia un "Butlletí Escolar" redactat pels nois.